# Monte Bwahit
Il Monte Bwahit (o Buahit, Bachit, Buiheat) è una vetta del gruppo montuoso dei Monti Semien in Etiopia.

## Descrizione
La montagna raggiunge i 4.437 m sul livello del mare, rendendola la terza montagna più alta dell'Etiopia.
Si trova poco distante dalla montagna più alta del paese, il Ras Dascian, da cui è separata da una gola profonda 1.600 m.